# Cynortellana peruviana
Cynortellana peruviana is een hooiwagen uit de familie Cosmetidae.